# Атанас Попов (министър)
Вижте пояснителната страница за други личности с името Атанас Попов .
Атанас Иванов Попов е български политик от БКП и БСП.

## Биография
През 1958 година завършва Института по транспорт в Москва.
Същата година започва работа в системата на Министерството на транспорта. Бил е директор на изчислителен център, заместник-ръководител на отдел „Кибернетика“ и други.
От 1960 г. е член на БКП, а от 1970 година работи в апарата на ЦК на БКП. Там работи като завеждащ сектор „Технически прогрес“, заместник-завеждащ отдел „Наука и образование“ и завеждащ отдел „Транспорт и съобщения“ при ЦК на БКП. Отделно е бил завеждащ група за координация и внедряване на научно-техническия прогрес. Между 1981 и 1986 година е член на Централната контролно-ревизионна комисия на БКП. От 1986 до 1990 г. е кандидат-член на ЦК на БКП.
От 1986 до 1990 година е председател на стопанско обединение „Съобщения“, а през 1990 година е назначен за министър на транспорта и съобщенията.